# Kelita tuberculata
Kelita tuberculata là một loài Hymenoptera trong họ Apidae. Loài này được Ehrenfeld & Rozen mô tả khoa học năm 1977.